# Weißpriach
Weißpriach est une commune autrichienne du district de Tamsweg dans l'État de Salzbourg.

## Géographie
Le territoire communal s'étend au pied sud des Niedere Tauern dans les Alpes orientales centrales. La crête de la montagne au nord constitue la frontière naturelle avec le district de Sankt Johann im Pongau et avec la ville de Schladming en Styrie.

## Histoire
Le village est l'un des plus anciens de la région, remontant à l'époque de la christianisation de la région sous le règne du duc Tassilon III de Bavière autour de l'an 750.
Au Moyen Âge central, le château de Weißpriach a été un bastion important de l'archevêché de Salzbourg. Les seigneurs de Weißpriach jouaient un rôle de ministériels épiscopaux ; en 1461, leur descendant Burkhard Weisbriach fut élu archevêque. Le château fut détruit par les mercenaires de Mathias Corvin en 1485 ; la famille noble s'éteignit enfin en 1571.
À proximité de l'ancienne forteresse se trouve l'église romane Saint-Rupert, les fondations qui l'abritent datent du XIe siècle. L'intérieur conserve des fresques byzantines de 1050 à 1200.